# Culicoides paraimpunctatus
Culicoides paraimpunctatus är en tvåvingeart som beskrevs av Art Borkent 1995. Culicoides paraimpunctatus ingår i släktet Culicoides och familjen svidknott. Inga underarter finns listade i Catalogue of Life.